# 左棻
左 棻（さ ふん、? - 300年）は、中国西晋の武帝司馬炎の貴人（側室）。字は蘭芝。斉国臨淄県の人。文人左思の妹。

## 生涯
寒門の出身であり、醜い容貌の女性であったが、文才は群を抜いていた。
泰始8年（272年）、武帝が評判を聞き、修儀（九嬪の一つ）として後宮に召した。家族も首都の洛陽に移された。その後、貴人（三妃の一つ）に封ぜられた。
武帝からの寵愛はなかったが、文才のため高い礼遇を受けた。詔を受けて、多くの賦と頌を作った。永康元年（300年）、薨去した。

## 伝記資料
- 『貴人左棻墓誌銘』
- 『晋書』列伝 后妃上